# フィンランド国営放送
フィンランド国営放送株式会社（フィンランドこくえいほうそう、フィンランド語: Yleisradio Oy 略称:Yle）、フィンランド放送協会（フィンランドほうそうきょうかい）は、フィンランド全域をカバーする公共テレビ・ラジオ局。NHKやBBC同様、収入の大部分を受信料で賄えて（まかなえて）いる。本拠地はフィンランド、ヘルシンキ、旧称にO.Y. Suomen Yleisradio（フィンランド語）、A.B. Finlands Rundradio（フィンランド語）がある。
YLEはフィンランド政府がその株式の99.98%を所有する株式会社（特殊会社）であり、4つのテレビチャンネルと13のラジオチャンネル、25の地方局がある。1926年にヘルシンキで創業。フィンランドは公式的に2つの公用語を持つ国であり（スウェーデン語を母語とする人口は約5.5%）、スウェーデン語のテレビとラジオ放送を「Svenska Yle」と言う局名で実施していた。
欧州放送連合（EBU）の設立時からの加盟局である。

## 歴史

2012年2月まで使用していたロゴ

- 1926年 ヘルシンキにて設立。1928年には全国放送（ラジオ）開始。
- 1957年 テレビ実験放送を開始。翌年「Suomen Televisio」（フィンランド・テレビ）の名で本放送へ移行した。
- 1964年 TES-TVとTam Visioを傘下に編入し、YLE TV2として統合。
- 1969年 全放送をカラー放送へ移行。
- 2007年 アナログからデジタル放送へ移行。

## テレビ
- YLE TV1：ニュースや教育番組、映画、娯楽番組など
- YLE TV2：子供・若者向け、スポーツ中継など
- YLE Teema：文化・芸術・科学番組など
- YLE FST5：スウェーデン語放送、フィンランド語字幕付

国際放送
- TVフィンランド：デジタル衛星放送による国際放送。YLE放送とMTV3の番組を欧州の他地域に放送している。

## ラジオ
- YLE Radio 1：文化、時事、トーク番組など。クラシック、ジャズ、フォーク、ワールドミュージック、宗教音楽など。
- YLEX：若者向けのテンポの速い番組など。音楽番組の割合が7割。国内外のポップス、ロックの新曲等が多い。
- YLE Radio Suomi：国内ニュース、宗教、スポーツ、娯楽など。幅広いジャンルの国内外の音楽、アダルト・コンテンポラリーなどが多い。
- YLE Radio Extrem：スウェーデン語放送の若者向き時事、流行文化など。ポップス、ロックの新曲等が流れる。
- YLE Radio Vega：時事、ニュース、文化等幅広い分野のスウェーデン語放送。アダルト・コンテンポラリー、ジャズ、クラシックが流れる。
- YLE Sámi Radio：ラップランド地域をカバーするサーミ語放送。スウェーデン・テレビ（SVT）とノルウェー放送協会（NRK）の協力で放送。
- YLE Radio Peili：ニュース、時事を扱うトーク番組放送。DVBと中波でも放送。

デジタルサービス
YLEは2005年末にDABからDVBへ移行し、下記のデジタル・ラジオ放送を実施している。
- Ylen Klassinen：24時間放送
- YLE VegaPlus

国際放送
- YLE Radio Finland：フィンランド語、スウェーデン語、英語、ロシア語による国際放送。、中波、インターネットにて放送。
- YLE World and YLE Mondo：英語や他言語によるラジオ・フィンランドのデジタル国際放送。
- Capital FM：ヘルシンキ圏においてラジオ・フィンランドの一部を放送。トゥルク、ラハティ、クオピオでも一部放送を実施している。
- 教育放送：トゥルク、ラハティ、クオピオ、ミッケリで実施している。

## 主な番組
- ヌーンティイー・ラティーニー - ニュース番組（ラジオ）

### 注
1. ↑  電波の受信範囲は次の近隣各国の一部。スウェーデン、ノルウェー、ロシア、エストニア。
2. ↑  標語「一語。千の物語。」
3. ↑  管轄省庁は交通通信省（英語）。